# 祈り花
「祈り花」（いのりばな）は、日本のシンガーソングライター・平井大の1作目のシングル。

## 概要
- アルバム『ALOHA』からの先行シングルにして、初のシングル作品[1]。

## 収録曲
1. Intro～Ho'oponopono～
2. 祈り花
作詞・作曲：平井大、EIGO
編曲：EIGO、平井大
3. Island Queen feat. ALEXXX
作詞・作曲：平井大、ALEXXX
編曲：EIGO、平井大
4. Don't Worry
5. ONE

## 参加ミュージシャン
- 平井大：Vocal (#2〜5)、Ukulele & Acoustic Guitar (#2)

Additional Musicians
- 遠藤慎一：Electric Guitar (#2)
- 村田泰子ストリングス：Strings (#2)

## 収録アルバム
- ALOHA (#2,3)